# Annette Sikveland
Annette Sikveland (Stavanger, 25 de abril de 1972) es una deportista noruega que compitió en biatlón.
Participó en los Juegos Olímpicos de Nagano 1998, obteniendo una medalla de bronce en la prueba de relevos. Ganó seis medallas en el Campeonato Mundial de Biatlón entre los años 1994 y 1998.

## Palmarés internacional
| Juegos Olímpicos   | Juegos Olímpicos     | Juegos Olímpicos  | Juegos Olímpicos |
| Año                | Lugar                | Medalla           | Prueba           |
| ------------------ | -------------------- | ----------------- | ---------------- |
| 1998               | Nagano (Japón)       | Medalla de bronce | Relevos          |
| Campeonato Mundial |                      |                   |                  |
| Año                | Lugar                | Medalla           | Prueba           |
| 1994               | Canmore (Canadá)     | Medalla de plata  | Equipo           |
| 1995               | Anterselva (Italia)  | Medalla de oro    | Equipo           |
| 1995               | Anterselva (Italia)  | Medalla de bronce | Relevos          |
| 1997               | Osrblie (Eslovaquia) | Medalla de oro    | Equipo           |
| 1997               | Osrblie (Eslovaquia) | Medalla de plata  | Relevos          |
| 1998               | Hochfilzen (Austria) | Medalla de plata  | Equipo           |